# François Morlaes
Pour le joueur français de rugby à XV né en 1978, voir Nicolas Morlaes.
Pas d'image ? Cliquez ici

a Compétitions nationales et continentales officielles uniquement.

Dernière mise à jour le 7 décembre 2024.
François Morlaes, né le 6 octobre 1943 à Pau, fut un joueur de rugby à XV évoluant au poste de demi de mêlée (1,78 m pour 75 kg). Il travaille comme docteur en médecine sportive. 

## Biographie
François Morlaes joue avec l'US Morlaàs jusqu'en 1963, puis représente le CA Bègles de 1963 à 1973, et termine sa carrière au PS Tartas en 1974,.
Il est le père de Nicolas Morlaes, champion de France 2002 avec le Biarritz olympique.
Il est le président du Stade montois de 1977 à 1980.

## Palmarès
- Vainqueur du Championnat de France de première division en 1969 avec le CA Bègles.
- Finaliste du  Championnat de France de première division en 1967 avec le CA Bègles.